# Gert Hagelweide
Gert-Wilhelm Hagelweide (* 4. Februar 1936 in Gutenfeld (Kreis Königsberg)) ist ein deutscher Bibliothekar und Publizistikwissenschaftler.

## Leben
Nach dem Besuch der Gerhart-Hauptmann-Oberschule in Wernigerode studierte Gert Hagelweide Publizistik, Geschichte und Volkskunde und promovierte 1965 an der Universität Münster. Als Bibliotheksreferendar an der Staats- und Universitätsbibliothek Bremen trat er 1966 in die Ausbildung für den höheren Bibliotheksdienst ein (Fachprüfung 1968 in Hamburg). Von 1968 bis 1971 arbeitete er an der Staats- und Universitätsbibliothek Bremen, von 1971 bis 1978 an der Bibliothek der Pädagogischen Hochschule Westfalen-Lippe  (Abt. Bielefeld) und seit 1978 als stellvertretender Direktor der Hochschulbibliothek der Fernuniversität Hagen.
Hagelweide machte sich vor allem durch zahlreiche bibliographische Nachschlagewerke zur deutschsprachigen Presse einen Namen.

## Schriften (Auswahl)
- Das neue Standortverzeichnis wichtiger deutscher Zeitungen. In: Zeitschrift für Bibliothekswesen und Bibliographie. Bd. 13, 1966, S. 82–94.
- Das publizistische Erscheinungsbild des Menschen im kommunistischen Lied. Eine Untersuchung der Liedpublizistik der KPD (1919–1933) und der SED (1945-1960). Bremen 1968 (Dissertation der Universität Bremen).
- (Hrsg.): Zeitung und Bibliothek. Ein Wegweiser zu Sammlungen und Literatur. Verlag Dokumentation, Pullach 1974, ISBN 3-7940-3054-0.
- Deutsche Zeitungsbestände in Bibliotheken und Archiven (= Bibliographien zur Geschichte des Parlamentarismus und der politischen Parteien, Bd. 6). Droste, Düsseldorf 1974.
- Der Mikrofilm in wissenschaftlichen Bibliotheken. In: Zeitschrift für Bibliothekswesen und Bibliographie. Bd. 22, 1975, S. 12–27.
- (Hrsg.): Mikroformen und Bibliothek. Verlag Dokumentation, München 1977, ISBN 3-7940-3053-2.
- mit Horst von Chmielewski: Bestandsverzeichnis der deutschen Heimatvertriebenenpresse. K. G. Saur, München 1982, ISBN 3-598-10386-7.
- Literatur zur deutschsprachigen Presse. Eine Bibliographie. Von den Anfängen bis 1970. Zwanzig Bände (= Dortmunder Beiträge zur Zeitungsforschung. Bd. 35, 1ff.). K. G. Saur, München 1985–2007, ISBN 3-598-21284-4.
- (Hrsg.): Dichter im Exil – Walter Mehring. Eine Untersuchung der Liedpublizistik der KPD (1919–1933) und der SED (1945–1960). Universitätsbibliothek Hagen 1987.
- Quellenkunde zur Pressegeschichte Dortmunds und der Grafschaft Mark. Bibliographie, Standortnachweis, Archivalien und Literatur (= Dortmunder Beiträge zur Zeitungsforschung, Bd. 44). Saur, München 1990, ISBN 3-598-21301-8.
- Dm 11. Erinnerungen. In: Karin Peter, Gabriele Bartelt-Kircher, Anita Schröder (Hrsg.): Zeitungen und andere Drucksachen. Die Bestände des Dortmunder Instituts für Zeitungsforschung als Quelle und Gegenstand der Forschung. Klartext-Verlag, Essen 2014, ISBN 978-3-8375-1015-7, S. 23–27.
- Ostpreussische Presse von den Anfängen bis 1945. Titel, Bestände, Daten, Biographien, Literatur (= Dortmunder Beiträge zur Zeitungsforschung, Bd. 68). Zwei Bände. De Gruyter Saur, Berlin 2016. ISBN 978-3-11-041497-4.